# Ліщук Руслан Володимирович
Русла́н Володи́мирович Ліщу́к (22 квітня 1978 — 28 жовтня 2014) — сержант 128-ї окремої гірсько-піхотної бригади Збройних сил України, загинув в ході російсько-української війни.

## Життєвий шлях
Випускник Хмельницького технологічного багатопрофільного ліцею.
Старший стрілець, 128-а окрема гірсько-піхотна бригада.
Зазнав важких поранень під час мінометного обстрілу російськими терористами поблизу Дебальцевого. Залишився без ноги та руки, поранення у голову. Руслана доправили до Харківського шпиталю, де він опритомнів, потім переправили до Львівського шпиталю. Два тижні лікарі боролися за його життя.
Без Руслана лишились мама, двоє неповнолітніх дітей — син та донька.
Похований в місті Хмельницький 31 жовтня 2014-го, Алея Слави.

## Нагороди та вшанування
За особисту мужність і героїзм, виявлені у захисті державного суверенітету та територіальної цілісності України, вірність військовій присязі під час російсько-української війни, відзначений — нагороджений
- орденом «За мужність» III ступеня (посмертно)
- почесний громадянин Хмельницького (посмертно)
- 4 вересня 2018 року на фасаді будівлі Хмельницького ВПТУ № 4 відкрили меморіальні дошки трьом полеглим на війні випускникам закладу, — Руслану Ліщуку, Дмитру Миколайчуку та Миколі Грабарчуку.